# Feliz año nuevo
Feliz año nuevo (título original Happy New Year, abreviado a veces HNY) es una película musical india de 2014 de género comedia dramática dirigida por Farah Khan y producida por Gauri Khan bajo la marca de Red Chillies Entertainment. La película tiene un reparto coral que incluye a Shah Rukh Khan, Deepika Padukone, Abhishek Bachchan, Sonu Sood, Boman Irani, Vivaan Shah y Jackie Shroff, y fue distribuida en todo el mundo por Yash Raj Films. Fue la tercera película en la que Shah Rukh Khan trabajó con este director, después de Main Hoon Na (2004) y Om Shanti Om (2007), en la última de las cuales Padukone también era la protagonista femenina.
La película se estrenó el 24 de octubre de 2014, durante la festividad Diwali, en tres idiomas diferentes (hindi, tamil y télugu) en unas cinco mil pantallas en la India, el mayor estreno de una película hindi en la historia. La película recibió opiniones negativas de los críticos, pero fue un éxito comercial y se encuentra entre las películas de Bollywood con mayor recaudación de todos los tiempos. La Academia de Artes y Ciencias Cinematográficas tiene el guion de la película en su biblioteca.

## Trama
Chandramohan Manohar Sharma, más conocido como Charlie (Shah Rukh Khan), es un luchador callejero que ha estado anhelando vengarse de Charan Grover (Jackie Shroff) durante ocho años. Grover, con su mente rica y despreciable, denunció por ladrón al padre de Charlie, Manohar Sharma (Anupam Kher), después de engañarle para que robara sus diamantes valorados en ₹ 100 crore ($ 15 millones) (robó él sus propios diamantes e incriminó falsamente a Sharma por robarlos). Charlie descubre a través de los medios que diamantes valorados en $ 3000 millones llegarán al Hotel Atlantis en Nochebuena, y planea robar estos diamantes e incriminar a Grover. Para conseguir esto, debe montar un equipo.
El primer miembro de su equipo es el antiguo capitán del escuadrón de bombas del ejército Jagmohan Prakash, o Jag (Sonu Sood), que tiene una deficiencia auditiva que se produjo cuando no consiguió desactivar una bomba. El segundo en su equipo es Tehmton Irani, o Tammy, (Boman Irani) un corredor con sobrepeso que sufre de ataques epilépticos. Tammy y Manohar eran amigos íntimos. El tercero en el equipo es Rohan Singh (Vivaan Shah), un joven pirata informático que Charlie cree que puede piratear el sistema computarizado de Shalimar, además de ser el sobrino de Jag. Después de investigar a fondo sobre la caja fuerte, el equipo descubre que la caja fuerte principal tiene una cerradura biométrica con huellas dactilares. El problema es que solo una persona puede acceder a la caja fuerte en cualquier momento: Vicky Grover (Abhishek Bachchan), el hijo de Charan. Por tanto alistan la ayuda de alguien que se parece a él, Nandu Bhide (Abhishek Bachchan).
La caja fuerte de Shalimar tiene un escudo láser frente a ella cuya combinación se cambia cada día. El equipo descubre una debilidad: la caja fuerte de Shalimar está en el sótano del Hotel Atlantis, que está conectado mediante un sistema de conductos de aire a la habitación 9C del hotel. Charlie descubre entonces que la habitación 9C está reservada para uno de los equipos que participan en el Campeonato Mundial de Danza o World Dance Championship (WDC), un concurso de baile. El grupo se niega, pero Charlie vuelve a motivar al grupo y los convence para que se conviertan en un equipo de baile.
Posteriormente se revela toda la historia: Manohar era un ingeniero de cajas fuertes. Conoció a Charan Grover, un comerciante de diamantes africanos y este le dio un contrato para construir una caja fuerte impenetrable. Después de que se completara la caja fuerte, Charan drogó a Manohar y lo estafó haciéndole robar los diamantes usando sus huellas dactilares. Desesperados para ganar la competición, emplean muchos profesores de baile, pero en vano. Desesperado, Nandu presenta a Charlie a Mohini Joshi (Deepika Padukone), una bailarina de barra marathi. Mohini los ayuda a aprender a bailar, sin conocer sus intenciones.
Consiguen clasificarse en la primera ronda chantajeando a los jueces con pruebas de su relación homosexual secreta y finalmente ganan la competición para representar a la India en el WDC haciendo que Rohan piratee la máquina que recuenta los votos. Muchas personas (especialmente los indios) los desprecian por su falta de habilidades de baile, pero Charlie y su equipo (excepto Mohini) solo están preocupados por el atraco.
En Dubái, los otros competidores son especialmente hostiles hacia el equipo de la India, incluido Grover, porque consideran que es un equipo de perdedores. Durante la primera ronda, se enfrentan contra el equipo de Corea. En la semifinal, su actuación se interrumpe cuando Charlie salva a un niño miembro del rival que se caía, consiguiendo instantáneamente el respeto y admiración de la audiencia de todo el mundo así como de los otros equipos, incluido el agradecido equipo de Corea. Tras repasar el plan, todo está listo. El equipo descubre que los diamantes llegarán en Nochevieja en lugar de Nochebuena, lo que retrasa el atraco. Aunque Corea se asegura el último puesto en las semifinales, los jueces, impulsados porque Charlie salvó al bailarín coreano y el espíritu del equipo, deciden que el equipo de la India compita en las finales como un comodín. En el curso de las semanas antes de las finales, los miembros del equipo indio se convierten en celebridades queridas por el público.
Mohini termina enterándose de toda la historia de por qué quieren venganza, confrontando con rabia a Charlie y sus falsas motivaciones en la competición. Charlie revela un secreto importante: Manohar no está en la cárcel sino que está muerto. Después de que Manohar fuera arrestado, apeló por un juicio, pero Grover sobornó a los abogados de Manohar y manipuló las pruebas. El día siguiente, se descubrió que Manohar se había suicidado cortándose las venas con una cuchilla de afeitar. Charlie mantuvo esto en secreto para no desmoralizar a su equipo. Sin embargo, los demás miembros del equipo afirman que esto solo hace más fuerte su determinación para vengarse de Manohar. Mohini se une a regañadientes al equipo y los ayuda para el atraco.
La noche de la última ronda del concurso, el atraco se pone en marcha. Mohini atrae a Vicky hacia un ascensor, permitiendo que unos disfrazados Nandu y Jag lo seden temporalmente mientras que Nandu ocupa su lugar. Para la huella dactilar, Jag pinta POP en su pulgar, lo quita y lo coloca en el pulgar de Nandu, que coincide con la huella. Mientras Tammy averigua la combinación de la caja fuerte, sufre un ataque epiléptico, sin embargo consiguen abrirla a tiempo. Todo parece ir muy bien hasta que Charlie y Tammy encuentran otra caja fuerte dentro hecha de cristal, que alberga los diamantes, y Vicky se despierta. Tammy se da cuenta de que esta caja fuerte la construyó Manohar y que la contraseña la debería conocer Charlie. Tras pensar durante un rato, Charlie escribe la contraseña correcta (que es «CHARLIE»). Una vez que consigue robar los diamantes y eliminar todas sus pistas, el equipo sube a un barco cercano, pero Mohini se niega a subir porque se siente dedicada a proteger el honor de la India en la competición. Rohan decide quedarse con ella también, provocando una discusión entre el resto de miembros sobre lo que deberían de hacer a continuación.
Grover se horroriza cuando descubre que los diamantes han sido robados, y pronto señala al equipo indio como los ladrones. Cuando se descubre que han desaparecido, Grover afirma que se han debido ir con los diamantes. Mientras ve la actuación de Mohini, Jag, Tammy, Nandu y Rohan se unen a ella. Durante su actuación, Charlie hace su aparición no anunciada y finalmente ayuda al equipo a ganar la competición.
Con todos los sospechosos retirados de los miembros del equipo indio, Charan y Vicky Grover son arrestados. Charlie se revela como el hijo de Manohar justo cuando los dos son arrastrados fuera del hotel por la policía. El equipo llega al aeropuerto y consigue evitar la seguridad. Charlie había camuflado los diamantes como cubitos de hielo en su bebida fría, pero los guardias de seguridad los retienen. Posteriormente, durante el vuelo Charlie desvela que cambió los diamantes falsos del trofeo con los diamantes reales de la bebida. La película termina con un epílogo, en el que Mohini abre una escuela de baile y Charlie le pide matrimonio con un anillo hecho con uno de los diamantes que robaron.

## Reparto
- Shah Rukh Khan como Chandramohan Manohar Sharma (Charlie).
- Abhishek Bachchan como Nandu Bhide y Vicky Grover (doble papel).
- Deepika Padukone como Mohini Joshi.
- Sonu Sood como el capitán Jagmohan Prakash (Jag).
- Boman Irani como Temhton Irani (Tammy).
- Vivaan Shah como Rohan Singh, sobrino de Jag.
- Jackie Shroff como Charan Grover.
- Varun Pruthi como el asistente de Charan Grover.
- Kavi Shastri como Mr. Gupta

Apariciones especiales
- Anupam Kher como Manohar Sharma (padre de Charlie).[8]
- Daisy Irani como la madre de Tammy (cameo).
- Sarah-Jane Dias como Laila (cameo).[9]
- Dino Morea como organizador de los World Dance Championship (cameo).[10]
- Kiku Sharda como Saroj Khan (un coreógrafo).
- Prabhu Deva como profesor de baile (cameo).[11]
- Malaika Arora Khan como la heroína de una película (cameo).[12]
- Anurag Kashyap como él mismo, juez de las audiciones de los World Dance Championship (cameo).[13]
- Vishal Dadlani como él mismo, juez de las audiciones de los World Dance Championship (cameo).[13]
- Sajid Khan como director de una película (aparición especial).[14]
- Jason Tham como el líder del equipo de Corea.

## Producción

### Desarrollo
Los planes para la película empezaron en 2005 con un reparto coral compuesto por Shah Rukh Khan, Deepika Padukone (en el que habría sido su debut en el cine), Amitabh Bachchan, Priyanka Chopra, Uday Chopra, Juhi Chawla, Sanjay Dutt, Raveena Tandon, Zayed Khan y Manisha Koirala. La película fue archivada por razones desconocidas y en su lugar Farah Khan hizo Om Shanti Om (2007), protagonizada por Shah Rukh Khan y Deepika Padukone. Tras su película Tees Maar Khan (2010), Farah empezó a considerar las posibilidades de esta película y el guion se completó en octubre de 2012.
Cuando se retomó la película, los cineastas querían una actriz consolidada en el papel principal junto con Khan. En diciembre de 2012, los medios informaron de que habían propuesto a Priyanka Chopra el papel, que fue su primera elección para la película después de que el guion fuera retomado. Sin embargo, Chopra rechazó la película debido a un problema de fechas; el programa de grabaciones coincidía con otra película que había firmado. Posteriormente se consideraron varias actrices para el papel, como Sonakshi Sinha, Asin, Aishwarya Rai Bachchan, Parineeti Chopra y Katrina Kaif, pero finalmente se escogió a Deepika Padukone, en la que sería su tercera película con Shah Rukh Khan tras Om Shanti Om y Chennai Express (2013). Originalmente, John Abraham iba a interpretar uno de los papeles secundarios pero Sonu Sood lo sustituyó. Boman Irani fue confirmado por el director durante una entrevista. En agosto de 2013, se escogió a Jackie Shroff para interpretar al antagonista de la película. El hermano del director Sajid Khan haría una aparición especial, mientras que la actriz Malaika Arora Khan interpretaría un papel de cameo. Se informó de que Vivaan Shah interpretaría el papel de un pirata informático. El actor-director Prabhu Deva realizó un baile en un cameo para la película.

### Rodaje
Farah hizo el anuncio oficial de la película en Twitter. El rodaje empezó en Dubái. Arabian Business informó de que una parte importante de la película se grabaría en el prestigioso Hotel Atlantis. El 23 de enero de 2014, Shah Rukh Khan se lesionó mientras estaba grabando para la película en el JW Marriott Hotel de Bombay. Aunque inicialmente se dijo que era leve, sufrió una fractura de hombro y una rotura de la rótula izquierda, y tuvo que descansar por un tiempo. Varias partes de la película se rodaron en los Mehboob Studios, mientras que algunas escenas se grabaron cerca del Wilson College. La grabación se completó de 2014.

### Secuela
Los actores Shah Rukh Khan y Abhishek Bachchan insinuaron que podría haber una secuela de esta película.

## Marketing
Para promocionar la película, se colgaron carteles personalizados digitalmente con la caligrafía de los miembros del reparto en las redes sociales. El elenco y el equipo de la película, junto con el rapero Yo Yo Honey Singh y la actriz Madhuri Dixit, viajaron en una gira promocional llamada «SLAM!». Empezando el 19 de septiembre en Houston, pasaron por Nueva Jersey, Washington, Toronto, Chicago, Vancouver y San José. «SLAM!» también continuó en el Reino Unido el 5 de octubre. El 13 de octubre de 2014, se lanzó un videojuego oficial basado en la película para Android y iOS, titulado Happy New Year-The Game. Fue hecho en colaboración por la productora y Gameshastra India, un estudio de videojuegos indio.

### Derechos de distribución
Los derechos de distribución mundiales fueron vendidos a Yash Raj Films por ₹ 1250 millones, los derechos de satélite fueron vendidos a Zee Network por ₹ 650 millones y los derechos musicales a T-Series por ₹ 120 millones, consiguiendo unos ingresos totales de ₹ 2020 millones antes del estreno de la película.

## Banda sonora
La música de Happy New Year fue compuesta por el dúo Vishal-Shekhar, mientras que las letras fueron escritas por Irshad Kamil. La banda sonora completa fue lanzada el 15 de septiembre de 2014. Antes de eso, se publicaron vídeos musicales promocionales de India Waale y Manwa Laage, el 2 y el 9 de septiembre respectivamente. Después de que se lanzara el álbum, también se publicaron vídeos promocionales de las canciones Lovely, Nonsense Ki Night y Satakli.
| Track listing |                            |                                                                                        |          |  |
| N.º           | Título                     | Cantante(s)                                                                            | Duración |  |
| 1.            | «India Waale»              | Vishal Dadlani, K.K., Shankar Mahadevan, Neeti Mohan                                   | 3:58     |  |
| 2.            | «Manwa Laage»              | Arijit Singh, Shreya Ghoshal                                                           | 4:31     |  |
| 3.            | «Satakli»                  | Sukhwinder Singh                                                                       | 3:43     |  |
| 4.            | «Lovely»                   | Kanika Kapoor, Fateh Doe, Ravindra Upadhyay, Miraya Varma                              | 3:41     |  |
| 5.            | «World Dance Medley»       | Neeti Mohan, Vishal Dadlani, Sukhwinder Singh, K.K., Shankar Mahadevan, Shah Rukh Khan | 5:23     |  |
| 6.            | «Nonsense Ki Night»        | Mika Singh                                                                             | 3:03     |  |
| 7.            | «Dance Like A Chammiya»    | Sunidhi Chauhan, Vishal Dadlani                                                        | 3:32     |  |
| 8.            | «Sharabi»                  | Manj Musik, Nindy Kaur, Vishal Dadlani, Shekhar Ravjiani                               | 4:21     |  |
| 9.            | «Indiawaale (electrónica)» | Neeti Mohan, Vishal Dadlani, K.K., Shankar Mahadevan                                   | 4:26     |  |
| 10.           | «The Heist (instrumental)» | Instrumental                                                                           | 1:57     |  |
| 11.           | «Kamlee»                   | Kanika Kapoor, Ravindra Upadhyay, Miraya Varma, Fateh Doe, Dr Zeus                     | 3:43     |  |
| 46:02         |                            |                                                                                        |          |  |

### Recepción crítica
La banda sonora recibió críticas mayoritariamente positivas de los críticos de música. Kasmin Fernandes de The Times of India afirmó, «al ser una película de atraco centrada en torno a un concurso de baile, Happy New Year proporciona muchas oportunidades para que los compositores Vishal y Shekhar y el letrista Irshad Kamil muestren su capacidad musical, y lo han conseguido, con siete pistas originales, una versión electrónica, una variación, un popurrí y una versión instrumental». Rohit Vats del Hindustan Times dio al álbum 3 de 5 estrellas y afirmó «Farah Khan parece más preocupado por el sentir de su película que por la calidad de las canciones, y esto lo impulsa a usar canciones pegadizas. En general, el álbum es regular y solo está orientado a los jóvenes. Será difícil que adquiera longevidad». Para India.com, Prathamesh Jadhav escribió «tiene un poco de todo». En el sentido contrario, el crítico Surabhi Redkar escribió para Koimoi «el álbum de Happy New Year no es tan extravagante como parece la película. Pese a tener unas expectativas de una banda sonora de musical de Bollywood, se reduce a un álbum normal de Vishal-Shekhar. Aunque será un éxito con canciones como Manwa Laage y Kamlee, no disfrutará de mucha longevidad».

## Recaudación

### India
En su primer día en los cines, Happy New Year estableció un récord recaudando unos ₹ 400 millones, siendo la primera película de Bollywood que alcanzó esta cifra en un solo día. La recaudación de la película bajó el sábado, con un total de ₹ 285 millones netos, y el domingo la recaudación estuvo en el mismo rango, lo que hizo que el fin de semana de estreno tuviera una recaudación récord de ₹ 970 millones netos. La película recaudó aproximadamente ₹ 1750 millones en todo el mundo en su primer fin de semana, la segunda cifra más alta para una película hindi, solo por detrás de Dhoom 3.
La película recaudó ₹ 122,5 millones en su primer lunes para elevar el total a aproximadamente ₹ 1090 millones en cuatro días, y ₹ 110 millones en su primer martes, elevando el total a ₹ 1200 millones en cinco días. Happy New Year recaudó ₹ 1340 millones netos en su primera semana. La película hizo un buen fin se semana y sus recaudaciones en la India fueron buenas el lunes y el martes pero cayeron el miércoles. La exitosa primera semana dio a los distribuidores de la película una masiva cuota de aproximadamente ₹ 770 millones La película recaudó ₹ 2450 millones en su primera semana en todo el mundo, que es el cuarto total más alto de la historia por detrás de Dhoom 3, Kick y Chennai Express. Las versiones tamil y télugu de la película recaudaron ₹ 11 millones y ₹ 26 millones respectivamente en su primera semana.
La película mostró un gran crecimiento en su segundo sábado y domingo para recaudar en torno a ₹ 67,5 millones y ₹ 92,5 millones respectivamente. Happy New Year recaudó ₹ 202,5 millones en su segundo fin de semana, elevando su total a unos ₹ 1540 millones netos en sus primeros diez días. La película recaudó ₹ 30 millones el segundo lunes, ₹ 40 millones el segundo martes y ₹ 27,5 millones el segundo miércoles. Happy New Year recaudó aproximadamente ₹ 353,8 millones en su segunda semana para elevar su total a ₹ 1685 millones netos.
Recaudó unos ₹ 45 millones en su tercer fin de semana para elevar su total a ₹ 1730 millones netas. Happy New Year recaudó unos ₹ 77,5 millones en la tercera semana elevando su total a ₹ 1760 millones. Happy New Year recaudó ₹ 15,6 millones en la cuarta semana y ₹ 3,4 millones en la quinta semana, elevando su total final a ₹ 1830 millones. Debido a su alta recaudación, Box Office India declaró a Happy New Year un Super Hit («súper éxito»).

### Resto del mundo
Happy New Year registró el segundo fin de semana de estreno en el extranjero más alto de toda la historia para una película india con cifras de $ 8,1 millones (₹ 498 millones). La película tuvo una recaudación récord en los países del Golfo, Nepal, Sri Lanka, Sudáfrica, Malasia, Tailandia, Hong Kong y Alemania. En el fin de semana de estreno, la película recaudó $ 2,9 millones (₹ 178 millones) en los países del Golfo, $ 2 millones (₹ 123 millones) en los Estados Unidos y Canadá, £ 570 000 (₹ 56 millones) en el Reino Unido, Aus$ 380 000 (₹ 20,5 millones) en Australia y $ 600 000 (₹ 37 millones, PKR 62 millones) en Pakistán. Happy New Year consiguió el mejor estreno de la historia para una película hindi en Alemania ya que recaudó $ 94 000 en su primer día en los cines. Dhoom 3 había recaudado $ 86 000 en todo el fin de semana y Mi nombre es Khan $ 98 000 en todo el fin de semana. Al final de su temporada en los cines en el extranjero, la película consiguió $ 15 millones, que la hacen una de las películas indias con mayor recaudación en el extranjero de toda la historia.

## Recepción crítica
La película recibió críticas negativas en India y en el extranjero. Aunque las actuaciones de los protagonistas, particularmente Bachchan, y el contenido de humor recibieron elogios, recibieron críticas la falta de desarrollo de los personajes y la trama «poco original».

### En la India
Saurabh Gupta del Indian Express dio a la película 2 de 5 estrellas afirmando que era una mezcla entre Ocean's 11/12 y Flashdance. Rediff dio a la película 2 de 5 estrellas, y dijo que «se desarrolla como una parodia desde el inicio, una broma gigantesca donde nada se toma en serio». NDTV también dio a la película 2 de 5 estrellas y dijo que «independientemente de las recaudaciones de taquilla, no tiene nada nuevo que ofrecer». Mihir Fadnavis del First Post dijo que «parece un proyecto de vídeo casero pensado para ser apreciado únicamente por dos personas en todo el universo, Farah Khan y Shah Rukh Khan» y que «parece ser Ocean's 11 reescrita por simios». Rohit Vats del Hindustan Times dio a la película 2,5 de 5 estrellas y analizando su originalidad dijo que «¿Originalidad? Preguntarle qué es eso a Farah Khan en Happy New Year».

### Internacional
Shilpa Jamkhandikar de Reuters dijo que Happy New Year se había inspirado generosamente en las películas de atracos de Hollywood, en particular en Ocean's Eleven de Steven Soderbergh. Afirmó también que «la primera mitad es más ligera y realmente graciosa a veces, pero según transcurre la segunda mitad, la película se hace monótona». Lisa Tsering de The Hollywood Reporter analizó la película como «un ambicioso musical, una historia de amor y un atraco del estilo de Ocean's 11». Sami Qahar del Dawn dio a la película 2,5 de 5 estrellas y dijo que Happy New Year es «Ocean's Eleven más The Italian Job más Step Up todo en uno... en esteroides baratos que deterioran la forma».

## Controversia
El coreógrafo de películas de Bollywood Saroj Khan se enfadó tras ser supuestamente parodiado en la película. Farah Khan negó haber parodiado Saroj Khan. Farah había antes parodiado presuntamente a Manoj Kumar en su película de 2007 Om Shanti Om.
Jaya Bachchan describió Happy New Year como una «película absurda» y afirmó «solo la vi porque Abhishek sale en ella. Le dije que es un gran actor si puede actuar de manera tan estúpida delante de la cámara».